# 荷氏 (薄荷糖)
荷氏（Halls）是英国的一个薄荷糖以及喉片品牌。荷氏薄荷糖內的薄荷醇可以讓人的喉嚨有一種凉爽感。荷氏薄荷糖还具有止咳作用。
該品牌成立於1893年。1964年，華納蘭伯特收购了荷氏。 2000年6月，輝瑞又收购了华纳兰伯特。两年后，荷氏又被吉百利收购，而吉百利被卡夫亨氏收购後荷氏又由卡夫亨氏持有。2015年，荷氏又由亿滋国际持有。